# 切爾西·曼寧
切爾西·伊丽莎白·曼寧（1987年12月17日—），本名布拉德利·愛德華·曼寧（英語：Bradley Edward Manning），生於美國奧克拉荷馬州，曾为美國陸軍上等兵，於2010年時因涉嫌將美國政府的機密文件外洩給維基解密網站而遭美國政府逮捕，判刑35年。
她最知名的揭密是發生於2007年7月12日的美軍直升機在巴格達射殺路透社記者，2010年4月5日直升機上的鏡頭曝光後揭穿美軍「誤傷記者」的藉口，維基解密一炮而紅，而她一個月後被捕便判處重刑。終於2017年1月17日，獲美國總統歐巴馬特赦減刑，并於同年5月17日獲釋出獄，自她於2010年5月被捕以來，她已被監禁近七年。獲釋後，曼寧通過演講謀生。

## 背景

### 早期生活
曼寧1987年生於奧克拉荷馬州的俄克拉荷馬市，她是威爾斯人蘇珊·福克斯和美國人布萊恩·曼寧的第二個孩子。1974 年，19歲的布萊恩加入美國海軍，並擔任了五年的情報分析員。 布賴恩在英國皇家空軍布勞迪駐守威爾士時遇到了蘇珊。曼寧的姐姐凱西·曼寧（Casey Manning）出生於 1976 年。這對夫婦於1979年回到美國，首先在加利福尼亞州定居。 在她們搬到俄克拉荷馬州克雷森特附近後，她們買了一座佔地5英畝（2公頃）的房子，用來養豬和雞。
曼寧的姐姐凱西告訴軍事法庭，她們的父母都有酒精成癮的問題，而且她們的母親在懷有切爾西的時候一直在喝酒。海軍精神科醫生大衛·莫爾頓上尉告訴法庭，曼寧的面部特徵顯示出胎兒酒精綜合症的跡象。凱西成為曼寧的主要照顧者，晚上醒來準備嬰兒的奶瓶。 法庭聽說曼寧在兩歲之前只吃牛奶和嬰兒食品。成年後，她的身高達到5英尺2英寸（1.57米），體重約為105磅（48）。
曼寧的父親在一家租車公司赫茲租車公司擔任信息技術 (IT) 經理，該公司需要出差。 這家人住在城外幾英里的地方，曼寧的母親無法開車。 她每天都在喝酒，而曼寧則主要靠自己照顧自己，玩樂高积木或玩電腦。 布賴恩會在出差前儲備食物，並留给凱西郵寄的已经預先簽署好的支票以支付賬單。 一位鄰居說，每當曼寧的小學去實地考察時，她都會給自己的兒子額外的食物或錢，這樣她就可以確保曼寧有吃的東西。 朋友和鄰居認為曼寧一家是一个陷入困境的家庭。

### 父母離婚，搬到威爾士

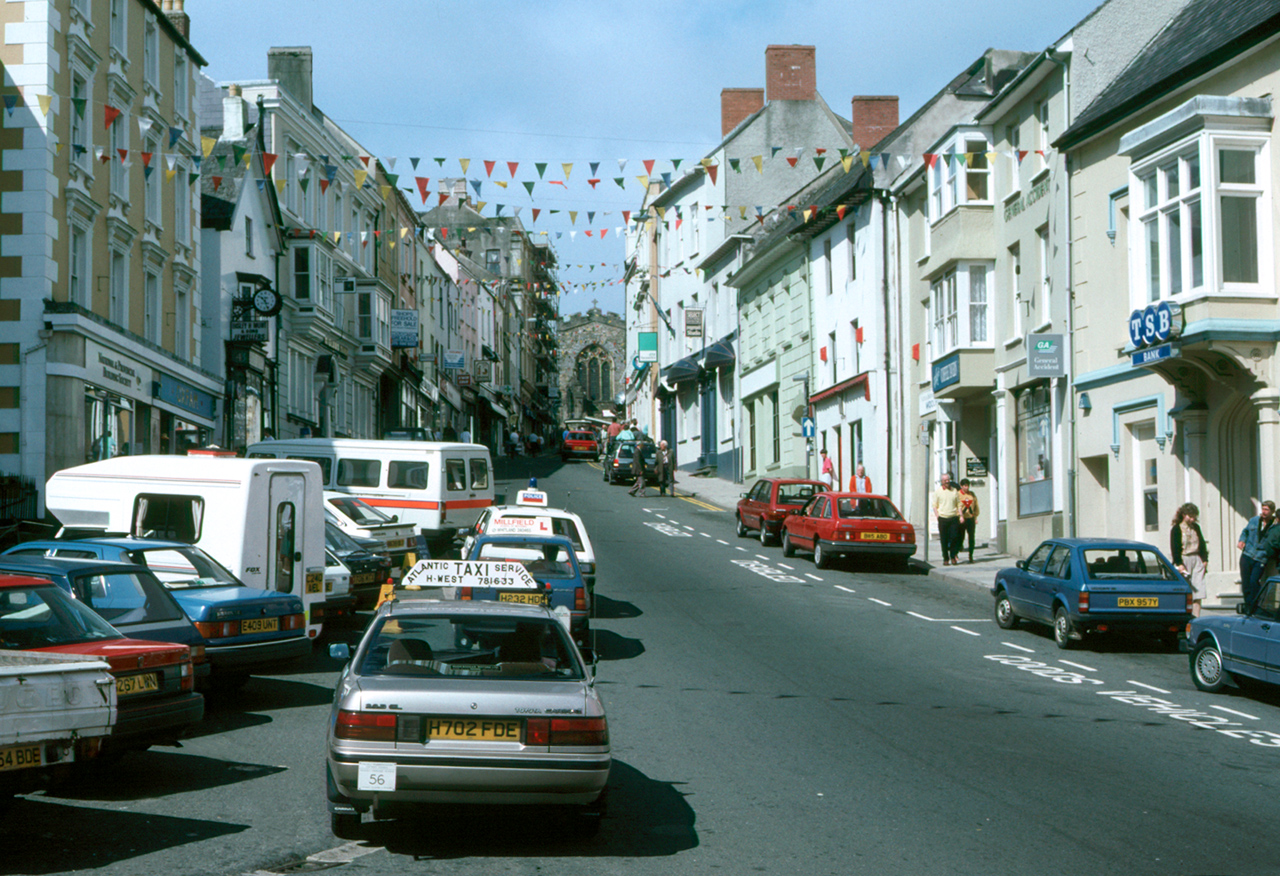
威爾士的哈弗福韦斯特，曼寧上中學的地方。

小時候的曼寧對宗教與政治的交叉點持固執己見。  例如，在《效忠宣誓》中提到上帝的部分，她總是保持沉默。
在2011年的一次採訪中，曼寧的父親說：“人們需要明白，她是一個在成長過程中過著幸福生活的年輕人。” 她還說，曼寧在薩克斯管、科學和電腦方面表現出色，並在10歲時就創建了一個網站。曼寧學會瞭如何使用PowerPoint，連續三年在當地科學博覽會上獲得大獎，並在六年級时，獲得在全州智力競賽中獲得最高獎。
曼寧兒時的朋友談到她們在曼寧13歲時的一次談話時說：“她告訴我她是同性戀”。 這位朋友還表示，曼寧的家庭生活並不好，她的父親控制欲很強。 大約在這個時候，曼寧的父母離婚了。 她和她的母親蘇珊搬出了房子，搬到了俄克拉荷馬州克雷森特的一套出租公寓。蘇珊的心理不稳定繼續存在，1998年她企圖自殺。 曼寧的姐姐開車送媽媽去醫院，11歲的曼寧坐在車後座，試圖確保媽媽還有呼吸。
曼寧的父親於她離婚同年2000年再婚。 她的新婚妻子，也叫蘇珊，有一個來自以前一段戀情的兒子。 當兒子也改姓曼寧時，切爾西感到被拒絕，她告訴母親：“媽媽，我現在什麼都不是了。”
2001年11月，曼寧和她的母親離開了美國，搬到了威爾士的哈弗福韦斯特，她的母親在那裡有家人。曼寧就讀於鎮上的塔斯克米爾沃德中學。 那裡的一位學校朋友告訴《星期日泰晤士報》的 Ed Caesar，曼寧的個性是“獨一無二，非常獨特。非常古怪，非常固執己見，非常政治化，非常聰明，非常善於表達。”曼寧對電腦的興趣繼續存在，並且在2003年，她和朋友 James Kirkpatrick 建立了一個在線网络论坛 angeldyne.com， 提供遊戲和音樂下載。
曼寧是唯一的美國人，被視為女性化，成為學校欺凌的目標。 曼寧在俄克拉荷馬州以同性戀身份向幾個朋友公開，但在威爾士的學校並沒有公開。 學生們經常嘲笑她的口音。  有一次，她們在一次野營旅行中拋棄了她——她的姑姑告訴《華盛頓郵報》，在其他露營者沒有她的情況下离开，当曼寧醒來時發現了一個已经空的露營地。

### 返回美國
2005年17歲從高中畢業後，她擔心她的母親病得太重，無法應付，她回到了美國。她搬進了她父親的家，然後和她的第二任妻子和她的孩子住在俄克拉荷馬城。 曼寧作為軟件公司 Zoto 的程序開發人員找到了工作。 在那裡，她顯然很開心。 然而，她在四個月後被辭退。她的老闆告訴《華盛頓郵報》，有幾次曼寧“简直被锁起來”，只是呆坐著盯著看，最後，溝通變得太困難了。 老闆告訴該報，“很久沒有人照顧這個孩子了”。
到那時，曼寧已經過著公開的同性戀生活。 她和父親的關係顯然很好，但曼寧和繼母之間卻出現了問題。 據報導，2006年3月，曼寧在與曼寧找不到另一份工作的爭論中用刀威脅她的繼母； 繼母報了警，曼寧被要求離開家。 曼寧開著她父親給她的皮卡車去塔爾薩城，起初睡在車裡面，然後和學校裡的一個朋友住在一起。兩人於4月在 Incredible Pizza 公司找到工作。曼寧在沒錢之前搬到了芝加哥，再次無處可去。 她的母親安排布賴恩的妹妹黛布拉，她是馬里蘭州波托馬克城的一名律師，將曼寧帶進來收留。美國記者和曼寧傳記作家丹佛·尼克斯寫道，曼寧和姑姑一起度過的15個月是她一生中最穩定的一段時間。 曼寧有一個男朋友，做過幾份低薪工作，在蒙哥馬利學院花了一個學期學習歷史和英語，但在考試不及格後離開了。

## 服兵役

### 參軍

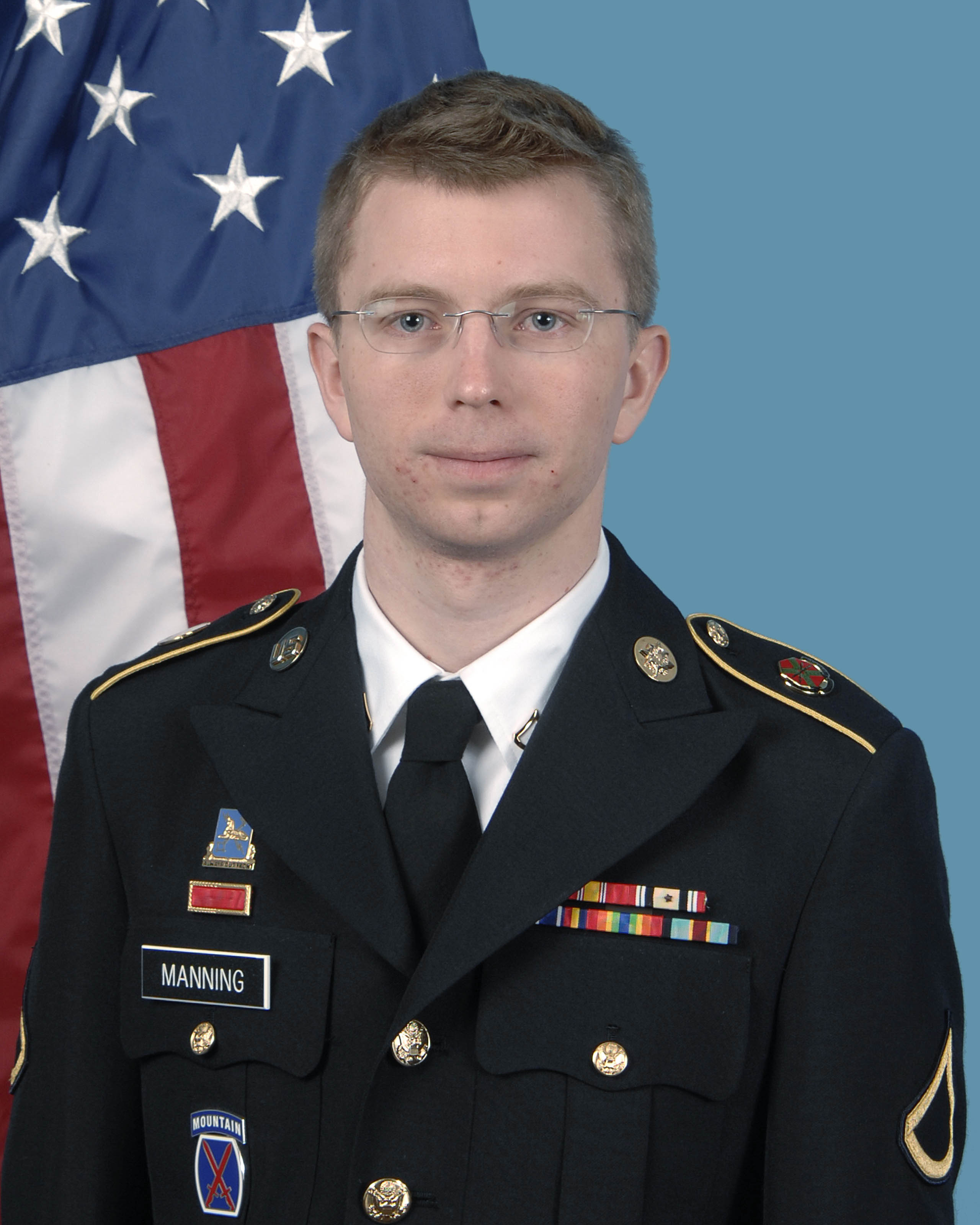
曼寧2012年

曼寧的父親在2007年底花了數週時間要求她考慮參軍。 希望通過美國軍人權利法案，也許是為了攻讀物理學博士學位，她於當年9月入伍。她後來告訴她的陸軍上司，她還希望加入這樣一個男性化的環境能夠解決她的性別認同障礙。
曼寧於2007年10月2日在密蘇里州倫納德伍德堡開始了基礎訓練。她寫道，她很快意識到自己在身體和精神上都沒有為此做好準備。入伍六週後，她被送往退伍單位。 據稱她受到了欺凌，在另一名士兵看來，她精神崩潰了。這名士兵告訴《衛報》：“這孩子只有五英尺身高……她是個矮子，所以要攻擊她。她瘋了，要攻擊她。她是個基佬，要攻擊她。這傢伙從各個方面遭攻擊。她無法取悅任何人。” 尼克斯寫道，習慣於被欺負的曼寧反擊了——如果教育班長對她尖叫，她會向她們尖叫——以至於她們開始稱她為“曼寧將軍”。
讓她退伍的決定被撤銷，她於2008年1月再次開始基礎訓練。4月畢業後，她搬到亞利桑那州的華楚卡堡，參加高級個人培訓 (AIT) 軍事職業專業 (MOS) 35F，情報分析師，獲得TS/SCI（最高機密/敏感分隔信息）安全許可。根據尼克斯的說法，這項安全許可，再加上機密信息的數字化和政府廣泛共享信息的政策，使曼寧能夠獲得前所未有的大量材料。尼克斯寫道，曼寧在華楚卡堡時因在 YouTube 上向朋友發布三段視頻信息而受到譴責，其中她描述了她工作的敏感隔間信息設施 (SCIF) 的內部情況。完成她最初的軍事職業專業(MOS）課程後，曼寧獲得了陸軍服役勳章和國防部服役獎章。

### 服役与“泄密”

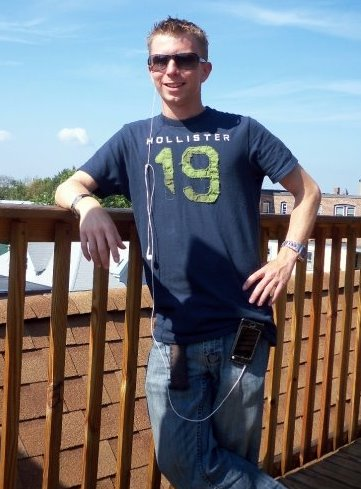
2009年9月的曼寧

2008 年 8 月，曼寧被派往紐約杰斐遜縣的德拉姆堡，在那裡她加入了美国陆军第10山地师第2旅戰鬥隊，並接受了部署到伊拉克的訓練。2008年底，在駐紮在那裡時，她遇到了正在波士頓附近的布兰戴斯大学學習神經科學和心理學的泰勒·沃特金斯(Tyler Watkins)。 沃特金斯是她的第一個認真的戀愛關係，她在Facebook上愉快地發布了這件事，定期旅行300英里（480）到波士頓訪問。
沃特金斯向她介紹了一個朋友網絡和大學的黑客社區。 她還參觀了波士頓大學的“黑客空間”工作室，被稱為“Builds”，並會見了其創始人、麻省理工學院研究員大衛·豪斯(David House)，後者後來獲准在監獄探望她。
在曼寧服務於派駐伊拉克的美国陆军第10山地师的期間，由於負責情報分析工作的原因而擁有存取政府資料庫的權限，於是利用職務之便將資料庫內的部分機密資料轉交給維基解密。曼寧於網路聊天室中向另一位駭客拉默（Adrian Lamo）吐露此事，之後遭到舉發。2010年5月，美國政府將她逮捕並起訴。她所洩密的較知名檔案包括：2007年7月12日的巴格達射殺路透社記者、2009年於阿富汗的格拉奈大屠殺影片、25萬筆的美國外交電報和被稱為伊拉克戰爭日誌與阿富汗戰爭日誌的50萬筆陸軍報告文件。藉著維基解密及其合作夥伴於2010年4月至11月間一系列的資訊公開，此事件成為了有史以來最大的洩密案。

## 法律程序

### 对曼宁的公诉与审判
檢方針對此事件起訴罪名包括洩密與最高可判處死刑的通敵罪，然而檢方宣稱並無意求處其死刑。此案於2012年提審時曼寧拒絕認罪，但在2013年2月28日她針對洩漏機密予維基解密一事與另外10項罪行認罪，但依然否認通敵罪等另外12項罪名。2013年6月3日，法院正式審理此案。她被稱為「這個世代的丹尼尔·艾尔斯伯格」，此案與1971年丹尼尔·艾尔斯伯格的五角大楼机密文件案最大的不同點在於，曼寧由於擁有軍人身分，因此是由軍事法庭審理。
2013年7月30日，美国马里兰州米德堡军事基地内一个军事法庭宣判，向维基解密网站洩露大量秘密文件的士兵布拉德利·曼宁间谍罪罪名成立，入獄35年，降級、取消所有福利，並處以不名譽退伍。

### 入狱服刑与性别变更
在入獄服刑期間，於2013年8月22日，曼寧發表公開聲明，宣布改名為切爾西·曼寧，開始荷爾蒙治療，轉變性別為女性。
2017年1月17日即将卸任的美國總統奧巴馬為她多項控罪授予減刑，政府宣布將於同年5月17日釋放曼寧。
2017年春，曼宁接受了《纽约时报杂志》专栏作家Matthew Shaer的专访，讲述了自己童年和青年生活、服役经历、向维基解密“泄密”的过程，尤其是重点讲述了自己被捕后被关押、服刑直到出狱的经历，失去自由的痛苦与焦虑，以及自己作为跨性别者在狱中遭遇的羞辱和虐待。

### 再次入狱

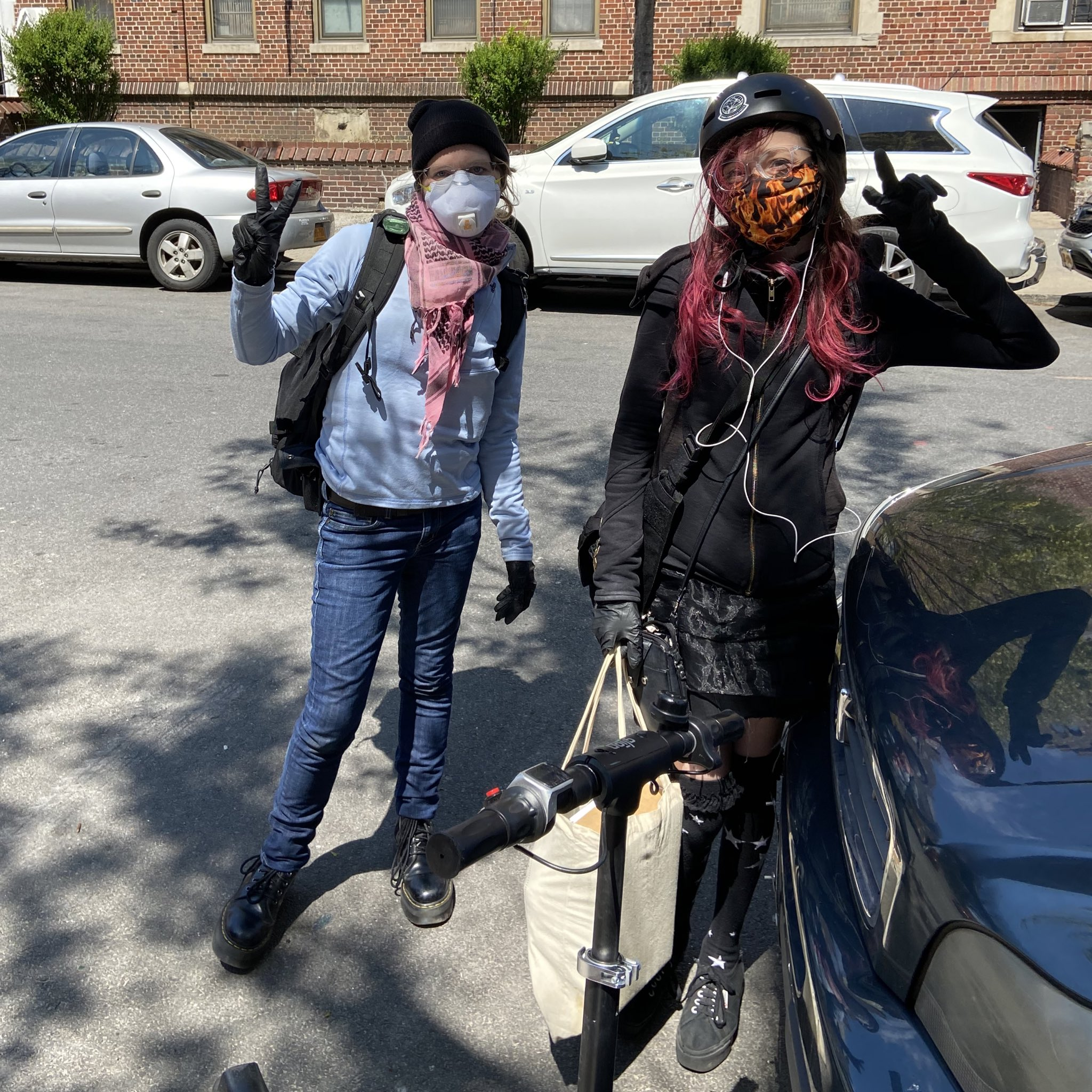
2020年4月冠狀病毒大流行期間，曼寧（左）在布鲁克林区，從監獄獲釋40天后

2018年3月，由于拒绝向一所法院的大陪审团就有关2010年向维基解密网站泄露秘密文件一事作证，曼宁被判藐视法庭并被拘留。根据相关法律，对于拒绝作证的证人，只有在通过拘留手段有可能使其作证的情况下，才能以藐视法庭为由将其拘留。但曼寧稱自己无论如何都不会作证。5月9日，因大陪审团任期屆滿，曼寧獲釋。
2019年5月16日，法院重新开庭，新陪审团就位。曼宁再次拒绝作证而被拘留，且法院要求她拘留满30天后，每天要缴500美元罚金，若她坚持不愿作證超过2个月，那么罚金在60天后会加倍变成每天需缴1000元。法官认为曼宁“坐牢坐得不够久，待久一点可能会改变心意”，曼宁则表示：“我宁愿饿死，也不愿改变我对这件事（向维基解密泄漏美军丑闻）的立场。”
2020年3月11日，大陪審團再次解散，當日曼寧的律師通報她在獄中自殺未遂，被送醫。13日，美國法院做出判決釋放曼寧，但是曼寧必須支付25.6萬美元的罰款.

## 對信息披露的反應

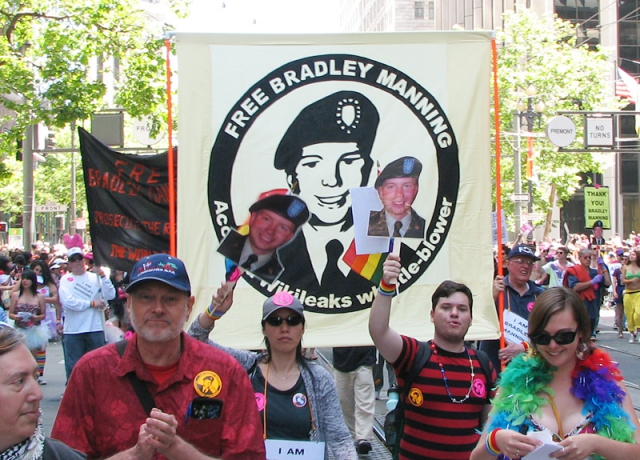
支持曼寧的示威，舊金山，2011年6月

洩露材料的公佈，尤其是外交電報，在全球範圍內引起了深入報導，一些政府封鎖了包含令人尷尬細節的網站。 《衛報》編輯艾倫·拉斯布里傑（Alan Rusbridger）說：“我想不出曾經有一個新聞機構報導過白宮、克里姆林宮、查韋斯、印度、中國，世界上每個人都在談論的故事。 關於這些事情......我從來沒有聽說過一個故事會造成這樣的混亂，而不是像戰爭或恐怖襲擊這樣的事件。”
時任參謀長聯席會議主席的美國海軍上將迈克尔·马伦說，洩密事件使美國士兵和阿富汗線人的生命處於危險之中。 記者葛倫·葛林華德認為，曼寧是自1971年丹尼尔·艾尔斯伯格洩露五角大樓文件以來最重要的告发者。 在一場籌款活動後的即興質詢會上，總統巴拉克·奧巴馬稱曼寧“違反了法律”，後來被批評為對曼寧即將受審的“非法指揮影響”。
2011 年，曼寧和維基解密被部分歸功於，以及新聞記者和政治分析家， 是 2010年12月開始的阿拉伯之春的催化劑，當時一波又一波的抗議者在整個阿拉伯半島上起來反對統治者。 洩露的電報暴露了政府腐敗之後的中東和北非。然而2012年，美國中東歷史學者詹姆斯 L. 格爾文寫道：“在 [2011 年 1 月] 埃及起義爆發後……記者們決定放棄她們對突尼斯起義所使用的另一個術語：第一次是‘維基解密革命’，她們採用的標題過分強調了洩露的美國關於腐敗的電報在引發抗議活動中所起的作用。”
《華盛頓郵報》的一篇社論問，為什麼一個明顯不穩定的陸軍士兵能夠首先訪問和轉移敏感材料。根據曼寧的傳記作者的說法，美國極右翼人士將曼寧的性取向視為「同性戀者不適合服兵役」的證據，而美國主流認為曼寧是一名被欺凌逼瘋的同性戀士兵。
2017年4月13日，中央情報局局長邁克·蓬佩奧在战略与国际研究中心说，“維基解密的一言一行都跟敌对情报机构一样，他们鼓励其追随者在中情局寻找工作机会以获得情报，他们指示切尔西·曼宁窃取具体的秘密信息”。但2019年4月15日，時任美國國務卿邁克·蓬佩奧在德州農工大學演講時說，在他擔任中央情報局局長時，「我們撒謊，我們欺騙，我們偷竊，我們還有一門課程專門來教這些，這些提醒我們美國是如何造就今日榮耀」。

## 外部連結
- 切爾西·曼寧的X（前Twitter）
- 布拉德利·曼寧於軍事法庭中的個人陳述全文 （页面存档备份，存于） （英文），由獨立記者Alexa O'Brien速記